# 10 000 Hz Legend
A 10 000 Hz Legend  az Air francia elektronikus duó harmadik albuma  2001-ből. A Moon Safari (1998) után kevés sikere volt.

## Számok
1. Electronic Performers – 5:36
2. How Does It Make You Feel? – 4:37
3. Radio #1 – 4:22
4. The Vagabond – 5:37
5. Radian – 7:37
6. Lucky and Unhappy – 4:31
7. Sex Born Poison – 6:18
8. People in the City – 4:57
9. Wonder Milky Bitch – 5:50
10. Don't Be Light – 6:19
11. Caramel Prisoner – 4:58

## Közreműködések
- Air – producer, mérnök
- Ken Andrews – vokál
- Beck – Harmonika, vokál
- Buffalo Daughter – vokál
- Elin Carlson – szoprán
- Barbara Cohen – Voices
- Jason Falkner – vokál
- Corky Hale – Harp
- Tony Hoffer – Producer, mixer
- Bruce Keen – mérnök
- Brian Kehew – mérnök
- Roger Neill – karmester, kóruskarmester, húrkarmester
- Lisa Papineau – vokál
- Nilesh "Nilz" Patel – Mastering
- Brian Reitzell – dobos
- Julia Saar – vokál